# Henry Anderson (político)
Henry Anderson (1545–1605) foi um político inglês eleito para a Câmara dos Comuns entre 1584 e 1593.

## Carreira
Anderson foi xerife (1571 – 2), vereador (1575) e prefeito de Newcastle-upon-Tyne (1575 – 6, 1583 – 4, 1594 – 5). Juiz de Paz de Northumberland (desde 1577), ele foi mais tarde Alto Xerife de Northumberland (1586 – 7) e Juiz de Paz do Condado de Durham (desde 1584). Eleito para o parlamento por Newcastle-upon-Tyne, fez parte dos parlamentos de 1584, 1586, 1588 e 1593. Ele residia em Haswell, County Durham. Morreu no início de agosto de 1605 e foi enterrado em Pittington, Condado de Durham.